# Limburgo (città)
Limburgo (in francese Limbourg; in vallone Limbôr; in olandese e limburghese Limburg) è un comune belga di 5 644 abitanti, situato nella provincia vallona di Liegi.
Storicamente fu la capitale del Ducato di Limburgo esistito come entità politica sovrana dall'XI alla fine del XVIII secolo (il titolo ducale fu poi portato nel XIX secolo, e in teoria anche oggi, dai sovrani dei Paesi Bassi e perciò la provincia "olandese" omonima ebbe il nome di Ducato di Limburgo fino al 1906).
Pur trovandosi oggi nella provincia belga di Liegi ha dato il nome alle due province omonime, quella del Limburgo belga e quella dei Paesi Bassi proprio per la sua importanza storica di capitale ducale.

## Altri progetti

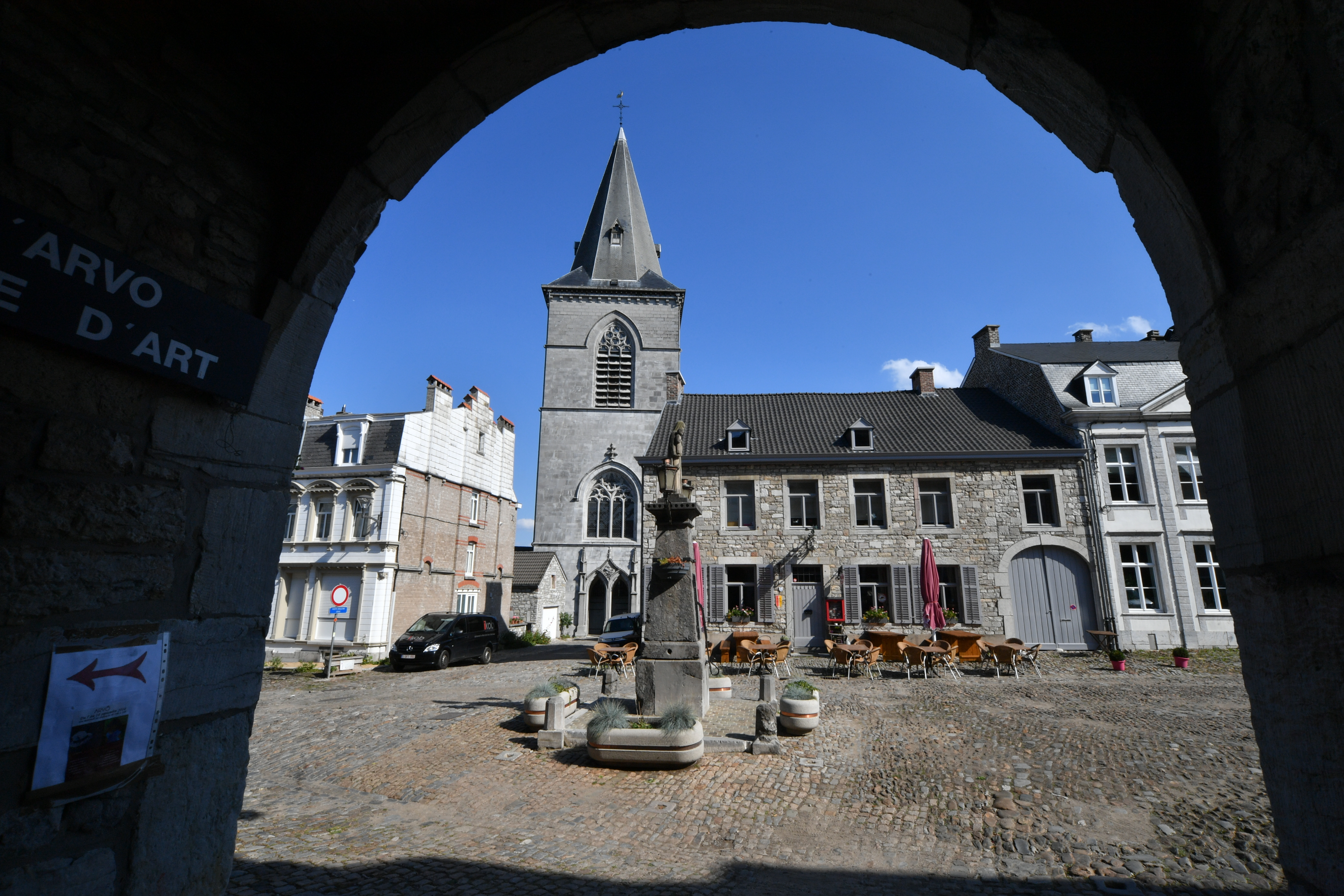
Église e La place Saint-Georges